# Лаконізм
 Лаконі́зм, лаконі́чність (дав.-гр. λακωνισμός від Λακωνία ) або короткомо́вність — гранично стисле грамотне й інформативне вираження думки.

## Лаконічність у спартанців
Корінь слова походить від назви Лаконії — області Стародавньої Греції, в якому знаходиться місто Спарта.
«…Якби хто захотів зблизитися з найнікчемнішим із лаконців, то, на перший погляд, знайшов би його досить слабким у мовленні», попереджав філософ Сократ своїх земляків, «але раптом, в будь-якому місці промови, метне він, немов могутній стрілець, деякий точний вислів, короткий і стислий, і співрозмовник здається перед ним малою дитиною». Багато правителів і воєначальники переконалися в правоті Сократа.
Існує легенда: коли Філіп Македонський (батько Олександра) підійшов до стін Спарти, він надіслав спартанцям послання, в якому говорилося: «Я підкорив всю Грецію, у мене найкраще у світі військо. Здавайтеся, оскільки якщо я візьму Спарту силою, якщо я зламаю її ворота, якщо я проламаю таранами її стіни, то нещадно знищу все населення і зрівняю місто з землею!». На що спартанці/лаконійці відправили найкоротшу відому відповідь: «Якщо». І Філіп II, і згодом його син Олександр Македонський обходили Спарту у своїх походах.
До битви в Фермопілах, спартанський воєначальник Діенекес отримав повідомлення, згідно з яким у персів так багато лучників, що їх стріли закриють сонце. Діенекес відказав: «Добре, значить, битимемося в тіні». Бій в Фермопілах було виграно перським царем Ксерксом, але моральна перемога дісталася спартанцям, які відчайдушно захищалися. Відома короткомовна відповідь царя Леоніда на пропозицію скласти зброю в обмін на життя: «Прийди та візьми». Ще одне з відоміших речень Леоніда стосується того, як він готувався вирушити на цю війну. Коли його дружина Горго запитала, що їй робити, якщо він загине, Леонід відповів: «Візьми хорошого чоловіка і народжуй здорових дітей».

## Короткомовність у рекламі
Короткомовність особливо важлива в рекламі, бо грошові витрати на рекламу залежать від її довжини. Також це пов'язано з особливостями пам'яті людини — в короткочасній пам'яті закріплюється приблизно 7±2 елементи.

## Короткомовність у побутовому мовленні
Відомий вислів «короткість — сестра таланту», приналежне А. П. Чехову. Він висловив цю думку в листі своєму братові такими словами:
Моя порада: у п'єсі намагайся бути оригінальним і за можливості розумним, але не бійся здатися дурним; потрібно вільнодумство, а тільки той вільнодумець, хто не боїться писати дурниць. Не зализуй, не шліфуй, а будь незграбний і зухвалий. Короткість — сестра таланту. Пам'ятай до речі, що любовні пояснення, зради дружин і чоловіків, вдовині, сирітські й усякі інші сльози давно вже описані. Сюжет має бути новим, а фабула може бути відсутньою.
Оригінальний текст (рос.)
Мой совет: в пьесе старайся быть оригинальным и по возможности умным, но не бойся показаться глупым; нужно вольнодумство, а только тот вольнодумец, кто не боится писать глупостей. Не зализывай, не шлифуй, а будь неуклюж и дерзок. Краткость — сестра таланта. Памятуй кстати, что любовные объяснения, измены жен и мужей, вдовьи, сиротские и всякие другие слезы давно уже описаны. Сюжет должен быть нов, а фабула может отсутствовать.
— Лист Олександру Павловичу Чехову (11 квітня 1889, Москва)
Схожої думки дотримувався Шекспір: «Therefore, since brevity is the soul of wit...» («Стислість душа дотепності»)